# Pohlmoose
Die Pohlmoose (Pohlia) sind eine kosmopolitisch verbreitete Gattung von Laubmoosen aus der Familie Mniaceae.

## Beschreibung
Pohlia-Arten wachsen in lockeren bis dichten Rasen. Die aufrechten Stämmchen weisen einen mehr oder weniger fünfkantigen Querschnitt und einen deutlichen Zentralstrang auf. Die Blätter sind eiförmig bis lanzettlich, ganzrandig oder zum Teil gegen die Blattspitze zu gezähnt, ohne ausgeprägten Randsaum und mit einfacher, vor der Blattspitze endender oder selten austretender Blattrippe. Die Laminazellen sind verlängert sechseckig bis linear. Die Sporenkapsel auf der langen Seta ist aufrecht bis hängend und kurz eiförmig bis zylindrisch. Spaltöffnungen sind auf den Kapselhals beschränkt, sie können phaneropor (nicht eingesenkt) oder kryptopor (eingesenkt) sein. Das Peristom ist doppelt. Bei einer Reihe von Arten werden in den Blattachseln Bulbillen gebildet.

## Gattungsname
Johannes Hedwig (1730–1799) hat die Gattung nach Johann Ehrenfried Pohl (1746–1800), einem deutschen Arzt und Botaniker benannt. Hedwig war Nachfolger von Pohl als Ordinarius und Direktor des Botanischen Gartens der Universität Leipzig.
In der Vergangenheit war auch der Gattungsname Webera gebräuchlich.

## Systematik und Arten
Die Gattung Pohlia war früher der Familie Bryaceae zugeordnet. Nach der Systematik von Frey/Fischer/Stech wird sie jetzt zur Familie Mniaceae gestellt.
Weltweit gibt es 138 Arten. In Deutschland, Österreich und der Schweiz kommen die folgenden Arten vor:
- Pohlia andalusica, Andalusisches Pohlmoos
- Pohlia andrewsii, Gebirgs-Pohlmoos oder Andrews Pohlmoos
- Pohlia annotina, Einjähriges Pohlmoos
- Pohlia bulbifera, Bulbillen-Pohlmoos
- Pohlia camptotrachela, Krummhals-Pohlmoos
- Pohlia cruda, Hellgrünes Pohlmoos
- Pohlia drummondii, Veränderliches Pohlmoos
- Pohlia elongata, Verlängertes Pohlmoos
- Pohlia filum, Faden-Pohlmoos
- Pohlia flexuosa, Gebogenes Pohlmoos
- Pohlia lescuriana, Kleines Pohlmoos
- Pohlia longicolla, Langhals-Pohlmoos
- Pohlia ludwigii, Ludwigs Pohlmoos, Schneeboden-Pohlmoos
- Pohlia lutescens, Glänzendes Pohlmoos
- Pohlia marchica
- Pohlia melanodon, Rötliches Pohlmoos
- Pohlia nutans, Nickendes Pohlmoos
- Pohlia obtusifolia, Stumpfblättriges Pohlmoos
- Pohlia proligera, Brutbildendes Pohlmoos
- Pohlia sphagnicola, Moor-Pohlmoos
- Pohlia tundrae, Tundra-Pohlmoos
- Pohlia vexans, Alluvionen-Pohlmoos
- Pohlia wahlenbergii, Wahlenbergs Pohlmoos